# دانشنامه دوسان
دانشنامه دوسان (انگلیسی: Doosan Encyclopedia; کره‌ای: 두산세계대백과사전) یک دانشنامه به زبان کره‌ای منتشر شده شده توسط دوسان دونگ‌آ (두산동아) است. این دانشنامه بر پایه دانشنامه رنگی دونگ‌آ (Dong-A Color Encyclopedia; 동아원색세계대백과사전) است و شامل ۳۰ جلد است و چاپ آن از سال ۱۹۸۲ توسط انتشارات دونگ‌آ (동아출판사) شروع شد. انتشارات دونگ‌آ با دوسان دونگ‌آ، شرکت تابعهٔ گروه دوسان، ادغام شد. دانشنامه دوسان یک دانشنامه مهم در کره جنوبی است.